# ロメオ型潜水艦
| ロメオ型潜水艦 | ロメオ型潜水艦                          | ロメオ型潜水艦                          |
| -------------- | --------------------------------------- | --------------------------------------- |
|                |                                         |                                         |
| 艦級概観       |                                         |                                         |
| 艦種           | 潜水艦                                  | 潜水艦                                  |
| 建造期間       | 1957年 - 1984年                         | 1957年 - 1984年                         |
| 就役期間       | 1958年 - 就役中                         | 1958年 - 就役中                         |
| 前級           | ウィスキー型潜水艦                      | ウィスキー型潜水艦                      |
| 次級           | フォックストロット型潜水艦              | フォックストロット型潜水艦              |
| 性能諸元       |                                         |                                         |
| 排水量         | 基準：1,475t                            | 基準：1,475t                            |
| 排水量         | 水中：1,830t                            |                                         |
| 全長           | 76.6m                                   | 76.6m                                   |
| 全幅           | 6.7m                                    | 6.7m                                    |
| 吃水           | 5.2m                                    | 5.2m                                    |
| 機関           | ディーゼル・エレクトリック推進・2,700ps | ディーゼル・エレクトリック推進・2,700ps |
| 機関           | ディーゼル機関                          | 2基・4,000ps                            |
| 機関           | 推進電動機                              | 2基                                     |
| 機関           | スクリュー                              | 2軸                                     |
| 速力           | 水上：15ノット 水中：13ノット           | 水上：15ノット 水中：13ノット           |
| 最大深度       | 300m                                    | 300m                                    |
| 乗員           | 54名                                    | 54名                                    |
| 兵装           | 533mm魚雷発射管                         | 8門（艦首 ×6門・艦尾 ×2門）             |
| 兵装           | 魚雷 ×14本 または機雷 ×28個             | 魚雷 ×14本 または機雷 ×28個             |

ロメオ型潜水艦（ロメオがたせんすいかん、Romeo class submarine）は、ソヴィエト/ロシア海軍の通常動力型潜水艦である。
ロメオ型はNATOコードネームであり、ソ連海軍の計画名は633型潜水艦（Подводные лодки проекта 633）である。

## 設計
ウィスキー型潜水艦の発達型であるが、船体がやや大型化し、新型のセンサを搭載した以外、大きな設計上の変更は無く、第二次世界大戦中のS型潜水艦の系譜を直接に継ぐ艦と言える。ただ、設計上の差異が有ることから、ウィスキー型潜水艦や、それの基となるドイツのUボートXXI型との関連性を強調し過ぎるのは正しくないとする見方もある。
通常は水上を騒音の大きいディーゼルエンジンで航走し、会敵の際に潜航して待ち伏せ攻撃を行なう。潜航能力は低く潜航時の航続距離は10-20海里、最大潜航可能時間は約半日程度であり、ソナーから逃れても空気補充時にレーダーで必ず探知されてしまう。基本的に第二次世界大戦の後半に運用されていたレベルの性能の“潜水艦”と称されるが、未だ「可潜艦」の域を越えられなかった。

## 運用
ロメオ型潜水艦はソビエト連邦と中華人民共和国、朝鮮民主主義人民共和国で生産された。
ソ連ではプロイェークト633として20隻が建造された。1957年から、本級を改良したフォックストロット型潜水艦が建造された。
中国では033型またはES3型として知られる。中国では1967年から1984年にかけて84隻が建造され、一時は主力潜水艦だった。現在は全艦退役しており、7隻が博物館船として展示公開されている。中国で1隻だけ建造された技術試験型の033G武漢型は、6基のC-801対艦ミサイルを運用可能であり、フランス製の低周波パッシブソナー、シントラ DUUX 5をも搭載しているとされている。この内、DUUX 5に関しては、後期に建造された艦に追加されている可能性がある。また、中国の明型潜水艦のデザインはこれに酷似し、船体はこれの改良型である。
北朝鮮では、1973年に2隻を中国から取得し、1976年から1995年までに24隻を国内で建造した。1985年2月に1隻が沈没している。2014年6月16日、朝鮮中央放送は金正恩第一書記がロメオ型潜水艦を運用する海軍第167部隊を視察したと報道。その中で、緑の特別色に塗られた潜水艦の艦橋に金正恩が乗り込んでいる映像が流され、依然として第一線で運用されていることが明らかになった。
シリア海軍は1961年に3隻の新造艦（S-1、S-53、S-101）を購入したが、1990年代に退役し1996年にスクラップとして売却された。アルジェリア海軍は1982年と1983年にソ連の中古艦を各1隻供与されたが、1989年に退役した。エジプト海軍では、1982年と1984年に中国から4隻を購入した。1990年代にハープーン艦対艦ミサイルの発射能力を追加する改装が行なわれており、現在も全艦が運用されている。また、ブルガリア海軍も1986年までに4隻の中古艦を供与され運用していたが、2011年に最後の1隻が退役した。最後まで運用された「スラヴァ」がベロスラフで展示されている。
2023年9月6日、北朝鮮海軍が新型の戦術核攻撃潜水艦「841号」を「金君玉英雄」と命名、進水させたと発表した。この「金君玉英雄」は本級の改造型とみられる。艦首の形状が変更されている他、10基の垂直ミサイル発射管を備えていると思われる

## 運用国

### 運用中
- 朝鮮人民軍海軍: 23隻
- エジプト海軍: 4隻

### 退役済
- アルジェリア海軍
- 中国人民解放軍海軍
- ブルガリア海軍
- ロシア海軍
- シリア海軍